# Saheluv
Saheluv (Bubo cinerascens) är en fågel i familjen ugglor inom ordningen ugglefåglar.

## Utseende och läte
Saheluven är en rätt stor grå uv med små örontofsar. Ögonen är mörkbruna. Den är mycket lik fläckuven, men överlappar knappt i utbredningsområde och skiljs lätt åt på ögonfärgen. Lätet är ett kort "hoooo".

## Utbredning och systematik
Fågeln återfinns från Senegal och Gambia till Etiopien, Somalia, norra Uganda och norra Kenya. Den behandlas som monotypisk, det vill säga att den inte delas in i några underarter. Saheluven har tidigare betraktats som en underart till fläckuv och vissa gör det fortfarande.

## Levnadssätt
Arten hittas i olika typer av skogs- och savannmiljöer, ofta i närheten av klippbranter och andra steniga områden. Den påträffas ofta i par.

## Status
Arten har ett stort utbredningsområde och beståndet anses stabilt. Internationella naturvårdsunionen IUCN listar den därför som livskraftig (LC).